# Landry Le May
Pour les articles homonymes, voir Lemay.

Landry Le May, né le 26 septembre 1999 à Nantes, est un patineur artistique français.

## Biographie

### Carrière sportive
Landry Le May participe à sept championnats de France élites depuis 2017. Son meilleur résultat est une 4e place pour l'édition 2023, derrière ses compatriotes Adam Siao Him Fa, Kevin Aymoz et François Pitot.
Il représente la France à deux Trophées de France (2022 et 2023).
Il n'a jamais participé, ni aux championnats d’Europe, ni aux championnats du monde, ni aux Jeux olympiques d'hiver.

## Palmarès
| Compétition                                                                           | 2017    | 2018    | 2019    | 2020    | 2021    | 2022    | 2023    | 2024    | 2025    |  |  |  |  |  |
| Jeux olympiques d'hiver                                                               |         |         |         |         |         |         |         |         |         |  |  |  |  |  |
| Championnats du monde                                                                 |         |         |         | CA      |         |         |         |         |         |  |  |  |  |  |
| Championnats d’Europe                                                                 |         |         |         |         | CA      |         |         |         |         |  |  |  |  |  |
| Championnats de France                                                                | 9e      | 9e      | 5e      | 7e      | F       | 7e      | 4e      | 6e      | 8e      |  |  |  |  |  |
|                                                                                       |         |         |         |         |         |         |         |         |         |  |  |  |  |  |
| Grand Prix ISU                                                                        | 2016/17 | 2017/18 | 2018/19 | 2019/20 | 2020/21 | 2021/22 | 2022/23 | 2023/24 | 2024/25 |  |  |  |  |  |
| Trophée de France                                                                     |         |         |         |         | CA      |         | 12e     | 9e      |         |  |  |  |  |  |
| Légende : F = Forfait ; CA = Compétitions annulées à cause de la pandémie de Covid-19 |         |         |         |         |         |         |         |         |         |  |  |  |  |  |